# Amir Hossein Jahanshahi
Amir Hossein Jahanshahi (né le 25 septembre 1960) est un politicien et homme d'affaires iranien. Il est le fondateur de Raha TV en 2012.

## Origine  Familiale
Les ancêtres d' Amir Hossein Jahanshahi appartiennent au clan Kara Koyunlu, qui remonte à 500 ans, et ont gouverné un certain nombre d'importantes provinces en Iran. Basé à Tabriz, la Kara Koyunlu a régné sur d'importants territoires de l'Iran contemporain, y compris l'Azerbaïdjan, Khuzestan, Kerman, les hautes montagnes des Fars ainsi que des territoires appartenant de nos jours à l'Irak. Le dernier dirigeant « Gharghoyonlou » était Jihan Shah (Qara Qoyunlu).
Un certain nombre de personnalités de ce clan étaient des religieux  ['Mojtahid'], considérés comme des nobles et des figures notables en Azerbaïdjan après le VIIIe siècle.
Après la création de 'Adliehe Azam' (suprême Cour) par Nasserdin Shah au XIXe siècle, ces notables sont devenus les principaux membres de l'appareil judiciaire de l'État.
Au premier rang de ces figures étaient «Mirza Mohammad Taghi Sadr Jahanshahi '(l'oncle de MirzaShafi Jahanshahi ) qui a dirigé le pouvoir judiciaire en Azerbaïdjan.
En 1946, le grand-père d'Amir Hossein Jahanshahi, Mirza Shafi Jahanshahi a été nommé Président de la Cour suprême d'Iran par le Premier ministre Ahmad Ghavam('Ghavomol-Saltaneh'). Au cours des élections du 15e Majles (1947), Mirza Shafi a également été le président du Groupe de supervision des élections à Téhéran.
Son père, Gholam Hossein Jahanshahi a été élu au 19e (1956) et 20e Majles (1960), comme député à Téhéran et, ensuite, a participé au cabinet du Premier Ministre Asadollah Alam en 1962, comme Ministre du Commerce. Pendant un certain temps, il a également été vice-président de la Fondation Pahlavi.
Son grand-père maternel était Khaz'al al-Ka'bi, qui était le gouverneur de la province du Khouzistan dans le début des années 1920.

## Carrière professionnelle
Amir Hossein Jahanshahi a effectué ses études universitaires en France, où il a été diplômé en économie à l'Université Panthéon-Assas. Après l'achèvement de ses études, il a travaillé comme conseiller financier et comme promoteur immobilier à Paris, Madrid et Barcelone, avant de devenir un actionnaire important dans les grandes entreprises cotées telles que Bouygues, Havas and Vivendi.

## Carrière politique
Préoccupé par la rapide ascension de l'islamisme radical en Iran et au Moyen-Orient, mettant en grave danger  les générations futures, il publie son premier livre intitulé «Vaincre le troisième
Totalitarisme» en décembre 2001, après les attaques du 11 septembre sur le World Trade Center à New York. La publication de son premier livre a été suivie d'une série d'articles publiées dans les grands journaux  français, jusqu'à la publication de son deuxième livre en septembre 2009, intitulé "L'Hitler iranien -Mettre fin à la dictature d'Ahmadinejad".
Dans un communiqué publié par le journal français Le Figaro  en octobre 2009, il lance un appel à l'opposition iranienne  - à l'intérieur et à l'extérieur du pays ainsi qu'à tous ceux  qui au sein du régime doivent  être prêts à travailler ensemble dans un effort commun visant à renverser le «Régime d'Ahmadinejad» - ce qui marque l'entrée officielle d'Amir Jahanshahi dans la scène politique.
En mars 2010, Amir Hossein Jahanshahi lance Green Wave avec un nouvel agenda politique pour servir la nation iranienne et empêcher  l'instabilité régionale et la guerre.

## Documentaires de télévision iraniennes concernant Jahanshahi et Green Wave
Jahanshahi et Green Wave sont vite devenus les principales cibles de la machine de contre- propagande de l'état iranien pendant l'administration de Mahmoud Ahmadinejad. La Télévision d'État iranienne, inquiétée par les activités menées et les perspectives innovantes de Jahanshahi, son engagement et son dévouement pour atteindre ses objectifs, a produit, dans un geste sans précédent entre 2011-2013, un total de trois documentaires séparés ('Almase Farib' I & II, 2011 et 2012) et ('Triangle', 2013) visant  à l' atteindre directement et à faire déjouer les activités de la Vague Verte, vouée à promouvoir le changement populaire en Iran et à mettre un terme au fléau de l'intégrisme radical dans la région et au-delà.

## Le lancement de Raha TV
En septembre 2012, Amir Hossein Jahanshahi lance la première grande chaîne de télévision d'opposition à Londres. «Raha»  («libérer») dédiée pour le «changement» et dirigée par des Journalistes iraniens qui ont récemment quitté l'Iran ainsi que d'autres travaillant à l'intérieur du pays.
Lors du lancement officiel de Raha en octobre 2012, Jahanshahi avait déclaré : « en ce moment critique de l'histoire de l'Iran et de la région, les gens voudront une télévision pour obtenir des informations et des analyses auxquelles ils puissent faire confiance et étant impartiales ». Cependant, parce que  Raha TV pose un défi majeur à la politique de certains conservateurs et leur extrémisme, certaines de ses émissions ont été  bloquées , bien que ces actions n' ont à aucun moment dissuadé « Raha » de surmonter ces obstacles et faire passer son message au peuple iranien.

## Réconciliation nationale et Reconstruction économique
En accord  avec sa préoccupation que le changement politique ne doit jamais être entrepris au risque  d'un conflit militaire destructeur ou le chaos interne et la guerre civile, Amir Hossein Jahanshahi a soutenu la candidature de Hassan Rouhani à l'élection présidentielle de juin 2013, en mobilisant tous ses réseaux à l'intérieur et à l'extérieur de l'Iran. Plus tard, le 26 septembre 2013, à la suite de la publication d'un message d'une page pleine dans l'International Herald Tribune  (coïncidant avec la présence du président iranien Hassan Rouhani à l'Assemblée générale de l'ONU), il lance une nouvelle initiative visant à la promotion de «réconciliation nationale»  parmi les factions qui souhaitent conserver les traditions séculaires et les jeunes qui cherchent un Iran moderne et progressiste.
Engagé pour la future ascension du peuple iranien et aspirant pour que l'Iran trouve sa place légitime dans la communauté des nations, en cohérence avec son histoire de grande civilisation, Jahanshahi a souligné l'importance  de la reconstruction économique en tant que catalyseur pour la prospérité future, comme étant le seul garant pour une société juste et démocratique en Iran, en mobilisant l'ensemble du peuple iranien.
En plaçant la «reconstruction économique» au sommet de toutes les priorités, Jahanshahi a cherché à mobiliser la coopération de ceux soucieux de garder le statu quo, mais aussi  de ceux qui sont engagés pour la construction d'un autre Iran, pour travailler côte à côte à la réconciliation entre la société civile et le gouvernement pour réussir la reconstruction économique et sociale du pays, lui permettant de devenir en moins d'une décennie l'une des dix premières économies du monde.

### Inviter leReal Madriden Iran
À la suite de son appel pour la «réconciliation nationale» et à sa demande, à l'occasion de l'anniversaire du Prophète de l'Islam »(en 2014), son ami proche, le président du 'Real Madrid' Club de football, accepte sa proposition - ce qui a été largement publié  par les médias iraniens - pour entrer en négociation directe avec les autorités iraniennes concernées , de sorte que le Champion d'Europe puisse se rendre en Iran pour jouer un match amical contre le Persepolis F.C., au profit du peuple iranien.

### Retour en Iran
Pour participer à la mise en œuvre de la primordiale reconstruction économique de l'Iran, ainsi que l'acheminement des besoins vitaux  du pays, Amir Hossein Jahanshahi a déclaré - dans une interview avec le quotidien Le Figaro le 7 février 2014, qu'il était prêt à retourner en Iran sans aucune condition préalable, afin qu'il puisse participer à cette importante «mission nationale » à côté du peuple iranien. Il a déclaré que l'Iran appartenait à tous les Iraniens et « qu'éliminer les difficultés dans la vie de tous les citoyens, tout en assurant les besoins immédiats du pays, était une exigence essentielle.
Selon Jahanshahi, prévenir le genre de violences et catastrophes sociales et économiques des pays comme la Syrie, l'Afghanistan, l'Irak et l'Égypte était une priorité et, à ce titre, il est le devoir de tous les Iraniens qui veulent voir leur pays restaurer « sa fierté, sa dignité et sa grandeur » de participer à cette reconstruction économique.

### BAAM, un parapluie de soutien à la reconstruction économique et  la réconciliation nationale en Iran
Au cours d'une conférence de presse tenue à Paris le 20 novembre 2014, Amir Hossein Jahanshahi a annoncé  qu'il mettait fin à ses 35 années d'exil et serait de retour en Iran au plus tard au printemps 2015. Il a dit, « en accord avec mes obligations naturelles et étant donné ces nouvelles circonstances, j' ai l'intention de mettre mes activités en conformité avec les lois de notre pays ". Dans une déclaration ultérieure tenue à la suite de la conférence de presse du  20 novembre, le 8 décembre 2014, il a annoncé , que dans la suite logique de cette conférence de presse, Dr Mehrdad Khonsari, le Secrétaire général de «La Vague verte», avait donc proposé la dissolution de cette dernière, ce qui avait été accepté par Amir Hossein Jahanshahi et annoncé dans la foulée la création de l'Organisation pour la «reconstruction économique et la réconciliation nationale »
(« BAAM »), dont il avait demandé à Dr Mehrdad Khonsari à devenir son Secrétaire Général. Cette organisation aura vocation à servir de soutien pour  la reconstruction  économique et  la réconciliation nationale dans un cadre qui soit en conformité avec les lois du pays.

### Les diffusions TV par Raha en Iran prendront fin
Dans un communiqué publié par son bureau le 19 décembre 2014, Amir Hossein Jahanshahi a annoncé  qu'à la suite de sa décision de retourner en Iran et de mener ses activités en conformité avec les lois de son pays, les activités de Raha TV cesseront à la fin de l'année 2014. 
Il faut préciser que trois ans auparavant, Raha TV avait été créée comme une chaîne totalement indépendante et libre parmi les  médias iraniens dans le domaine de « l'information et d'analyse ».  Jahanshahi a exprimé l'espoir que la fin à ce stade soit un nouveau commencement pour que cette station de télévision puisse reprendre ses activités un jour dans le cadre de la reconstruction économique du pays et dans le cadre des lois en vigueur en Iran.